# Hans Hennecke (Politiker)

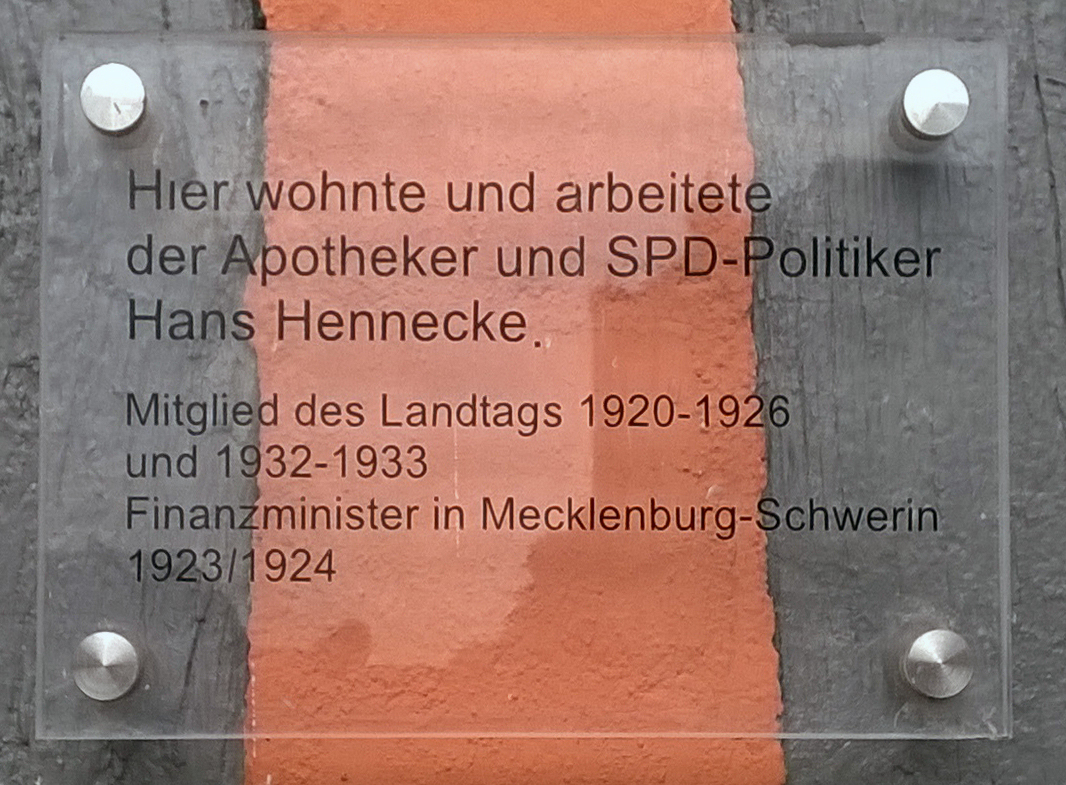
Gedenktafel am Haus, Neuer Markt 21, in Waren (Müritz)

Hans Hennecke (* 25. Januar 1886 in Waren; † 30. April 1945 ebenda) war ein deutscher Apotheker und Politiker (SPD).

## Leben und Beruf

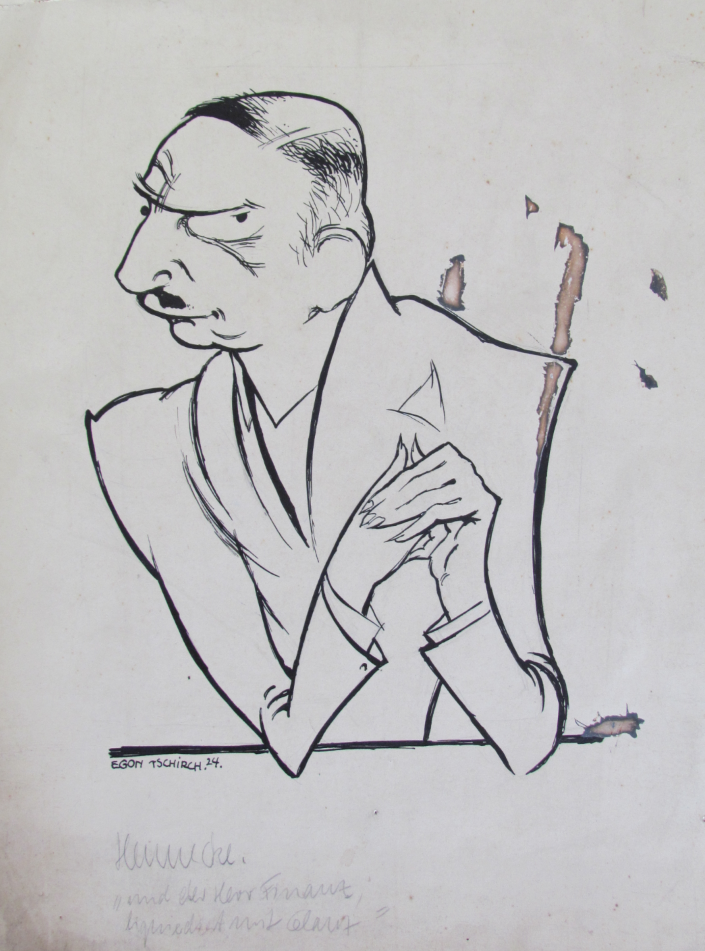
Karikatur als Finanzminister Mecklenburg-Schwerin 1924

Hans Hennecke wurde als Sohn eines Apothekers geboren. Nachdem er die Schule bis zur Obersekunda besucht hatte, übte er eine praktische Tätigkeit als Apotheker in Parchim, Berlin, Meßkirch und Küllstedt aus. Danach nahm er ein Studium der Pharmazie an der Georg-August-Universität Göttingen auf, das er 1909 mit dem Staatsexamen beendete. Im Januar 1912 übernahm er die väterliche Löwen-Apotheke in Waren. Während des Ersten Weltkrieges leistete er von 1914 bis 1918 Kriegsdienst als Feldoberapotheker. Hans Hennecke starb am 30. April 1945 in seiner Heimatstadt mit seiner Familie durch Selbstmord.

## Politik
Hennecke trat in die SPD ein und war von 1919 bis 1926 Vorsitzender der Sozialdemokraten in Waren. Von 1918 bis 1920 und von 1922 bis 1933 war er Stadtverordneter, 1920 Magistratsbeigeordneter und Stadtrat und von 1921 bis 1927 Amtsvertreter in Waren. 1920 wurde er in den Mecklenburg-Schwerinschen Landtag gewählt, dem er bis 1926 angehörte. Vom 29. Juni 1923 bis zum 17. März 1924 amtierte er als Staatsminister der Finanzen in der von Ministerpräsident Johannes Stelling geführten Regierung des Freistaates Mecklenburg-Schwerin. 1932/33 war er erneut Landtagsabgeordneter.